# بارك إل كاب
بارك إل كاب مواليد 01 نوفمبر 1923 في شبه الجزيرة الكورية - الوفاة 11 سبتمبر 1987 في ساو باولو، هو لاعب كرة قدم كوري جنوبي سابق كان يلعب كمهاجم. سبق له أن لعب في كأس العالم لكرة القدم مع منتخب بلاده في مونديال عام 1954.

## روابط خارجية
- بارك إل كاب على موقع الاتحاد الدولي (مؤرشف)  (الإنجليزية)
- بارك إل كاب على موقع قاعدة بيانات كرة القدم.إي يو (الإنجليزية)
- بارك إل كاب على موقع ناشيونال فوتبول تيمز (الإنجليزية)
- بارك إل كاب على موقع Soccerway.com (الإنجليزية)
- بارك إل كاب على موقع عالم كرة القدم.نت (الإنجليزية)